# متلازمة وذمة ازدواجية الأهداب اللمفية
مُتلازمة وذمة ازدواجية الأهداب اللمفية (بالإنجليزية: Lymphedema–distichiasis syndrome)‏ وهيَ حالة طبية مَرضية مُرتبطة بالجين FOXC2.
:849

## أُنظر أيضاً
- وذمة لمفية.
- متلازمة أجيناس.
- قائمة الأمراض والاضطرابات الجلدية.

## المَراجع
1. ↑  James, William D.; Berger, Timothy G.؛ وآخرون (2006). Andrews' Diseases of the Skin: clinical Dermatology. Saunders Elsevier. ISBN:0-7216-2921-0.{{استشهاد بكتاب}}:  صيانة الاستشهاد: أسماء متعددة: قائمة المؤلفين (link)
2. ↑  Mangion J, Rahman N, Mansour S, Brice G, Rosbotham J, Child A, Murday V, Mortimer P, Barfoot R, Sigurdsson A, Edkins S, Sarfarazi M, Burnand K, Evans A, Nunan T, Stratton M, Jeffery S (1999). "A gene for lymphedema-distichiasis maps to 16q24.3". Am J Hum Genet. ج. 65 ع. 2: 427–32. DOI:10.1086/302500. PMC:1377941. PMID:10417285.{{استشهاد بدورية محكمة}}:  صيانة الاستشهاد: أسماء متعددة: قائمة المؤلفين (link)

## رَوابط خارجية
- GeneReview/NIH/UW مدخل في متلازمة وذمة ازداوجية الأهداب.